# Myllysaari, Salo
Myllysaari är en ö i Finland. Den ligger i sjön Kirkkojärvi och i kommunen Salo i den ekonomiska regionen  Salo och landskapet Egentliga Finland, i den södra delen av landet, 80 km väster om huvudstaden Helsingfors. Öns area är 7,8 hektar och dess största längd är 0,7 kilometer i sydväst-nordöstlig riktning.